# 体操競技選手一覧
体操競技選手一覧（たいそうきょうぎせんしゅいちらん）は、体操競技で活躍した（現役選手も含む）人の一覧。Category:各国の体操競技選手も参照のこと。
選手の名前・国名・国旗は現役当時のもの。「オ」「世」はそれぞれオリンピック・世界選手権を指し獲得メダル（4位以下は最高位）を記載している。また、☆は国際体操殿堂入りした人物である。

## 男子

### あ
- 相原信行（ 日本） - オ、世
- 相原豊（ 日本） - オ、世
- ☆ウラジーミル・アルチョーモフ（ ソビエト連邦） - オ、世
- ☆ニコライ・アンドリアノフ（ ソビエト連邦） - オ、世
- 五十嵐久人（ 日本） - オ
- 池谷幸雄（ 日本） - オ、世
- イワン・イワンコフ(Ivan Ivankov)（ ベラルーシ） - オ、世
- 内村航平（ 日本） - オ、世
- マリウス・ウルジカ（ ルーマニア） - オ、世
- マックス・ウィットロック（ 英国）-  オ、世
- ☆遠藤幸雄（ 日本） - オ、世
- 王冠寅(Wang Guanyin)（ 中国） - 世
- 岡村輝一（ 日本） - オ
- 沖口誠（ 日本） - オ、世
- ☆小野喬（ 日本） - オ、世
- オレグ・ベルニャエフ（ ウクライナ） - オ、世

### か
- ☆笠松茂（ 日本） - オ、世
- 梶谷信之（ 日本） - オ、世
- 鹿島丈博（ 日本） - オ、世
- 梶山広司（ 日本） - オ、世
- ☆加藤沢男（ 日本） - オ、世
- 加藤武司（ 日本） - オ、世
- 加藤凌平（ 日本） - オ、世
- 亀山耕平（ 日本） - 世
- 萱和磨（ 日本） - オ、世
- 金大恩（ 韓国） - オ、世
- ☆エバーハルト・ギンガー(Eberhard Gienger)（ 西ドイツ） - オ、世
- 具志堅幸司（ 日本） - オ、世
- シルビオ・クロル（ 東ドイツ→ ドイツ） - オ、世
- ミッチェル・ゲイロード(Mitch Gaylord)（ アメリカ合衆国） - オ
- ユリ・ケキ（ イタリア） - オ、世
- ☆監物永三（ 日本） - オ、世
- 後藤清志（ 日本） - 世
- ☆バート・コナー(Bart Conner)（ アメリカ合衆国） - オ、世
- 小西裕之（ 日本） - オ、世
- イーゴリ・コロブチンスキー（ ソビエト連邦→ ウクライナ）- オ、世
- ユリ・コロレフ（ ソビエト連邦） - 世

### さ
- 坂本功貴（ 日本） - オ
- ☆ヘイキ・サボライネン(Heikki Savolainen)（ フィンランド） - オ
- ☆ビタリー・シェルボ（ ソビエト連邦→ ベラルーシ） - オ、世
- ボリス・シャハリン（ ソビエト連邦） - オ、世
- 清水順一（ 日本） - 世
- 白井健三（ 日本） - オ、世
- 白石伸三（ 日本） - 世
- 外村康二（ 日本） - オ、世

### た
- ☆竹本正男（ 日本） - オ、世

日本初の世界選手権金メダリスト（1954年、徒手）。1997年に日本人初の体操殿堂入り。
- 田中和仁（ 日本） - オ、世
- 田中光（ 日本） - 世
- 田中佑典（ 日本） - オ、世
- スベン・チッペルト(Sven Tippelt)（ 東ドイツ）
- ☆ユリ・チトフ(Yuri Titov)（ ソビエト連邦） - オ、世
- 知念孝（ 日本） - オ
- ウラジミール・チホノフ（ ソビエト連邦）- オ
- 陳一冰（ 中国） - オ、世
- 塚原直也（ 日本） - オ、世
- 塚原光男（ 日本） - オ、世
- ☆鶴見修治（ 日本） - オ、世
- ☆アレクサンドル・ディチャーチン（ ソビエト連邦） - オ、世

五輪一大会での体操メダル獲得最多記録保持者（1980年、全8種目で獲得）
- アレクサンドル・トカチェフ - オ、世
- カート・トーマス(Kurt Thomas) （ アメリカ合衆国） - 世
- 滕海浜（ 中国） - オ、世
- 童非(Tong Fei)（ 中国） - オ、世
- 冨田洋之（ 日本） - オ、世
- マリアン・ドラグレスク(Marian Drăgulescu)（ ルーマニア） - オ、世

### な
- 中瀬卓也（ 日本） - オ、世
- ☆中山彰規（ 日本） - オ、世
- 西川大輔（ 日本） - オ、世
- 錦井利臣（ 日本） - 世
- アレクセイ・ネモフ（ ロシア） - オ、世

### は
- 畠田好章（ 日本） - オ、世
- ポール・ハム（ アメリカ合衆国） - オ、世
- モーガン・ハム（ アメリカ合衆国） - オ、世
- ☆早田卓次（ 日本） - オ、世
- ファビアン・ハンビューヘン（ ドイツ） - オ、世
- ☆ピーター・ビドマー(Peter Vidmar)（ アメリカ合衆国） - オ
- 平田倫敏（ 日本） - オ、世
- ドミトリイ・ビロゼロチェフ（ ソビエト連邦） - オ、世
- 藤本俊（ 日本） - オ
- フィリップ・ボイ（ ドイツ） - 世
- ☆ミハイル・ボローニン(Mikhail Voronin)（ ソビエト連邦） - オ、世
- 本間二三雄（ 日本） - 世

### ま
- マジャール・ゾルタン(Zoltán Magyar)（ ハンガリー） - オ、世
- 松田治広→旧姓：山下治広 - オ、世
- 松永政行（ 日本） - オ、世
- ウラジミール・マルケロフ（ ソビエト連邦） - オ、世
- 水島宏一（ 日本） - オ
- 水鳥寿思（ 日本）- オ、世
- 三栗崇（ 日本） - オ、世
- ☆フランコ・メニケリ(Franco Menichelli)（ イタリア） - オ、世
- 森末慎二（ 日本） - オ、世

### や
- ☆山下治広（ 日本） - オ、世
- 山田隆弘（ 日本） - オ
- 山脇恭二（ 日本） - オ、世
- 山室光史（ 日本） - オ、世
- 梁泰栄（ 韓国） - オ
- 楊威（ 中国） - オ、世
- 呂洪哲（ 韓国）- オ、世
- 米田功（ 日本） - オ
- ヨルダン・ヨブチェフ（ ブルガリア） - オ、世

### ら
- 李敬(Li Jing)（ 中国） - オ、世
- 李小双（ 中国） - オ、世
- 李小鵬（ 中国） - オ、世
- 李世光（ 北朝鮮） - オ、世
- ☆李寧（ 中国） - オ
- ☆ワレリー・リューキン（ ソビエト連邦） - オ、世
- 楼雲（ 中国） - オ、世

## 女子

### あ
- ☆ポリーナ・アスタホワ（ ソビエト連邦） - オ、世
- ☆シモナ・アマナール（ ルーマニア） - オ、世
- ☆池田敬子（ 日本） - オ、世

日本初の世界選手権金メダリスト（1954年、平均台）
- サンドラ・イズバシャ(Sandra Izbașa)（ ルーマニア）- オ、世
- 上村美揮（ 日本） - オ5位
- ☆テオドラ・ウングレアヌ(Teodora Ungureanu)（ ルーマニア） - オ、世
- 大泉清子（ 日本） - オ

後に、参議院議員となり、国家公安委員長・内閣府特命担当大臣。
- 大島杏子（ 日本） - オ5位
- オクサナ・オメリヤンチク(Oksana Omelianchik)（ ソビエト連邦） - 世
- マリア・オラル(Maria Olaru)（ ルーマニア） - オ、世

### か
- 何可欣（ 中国）- オ、世

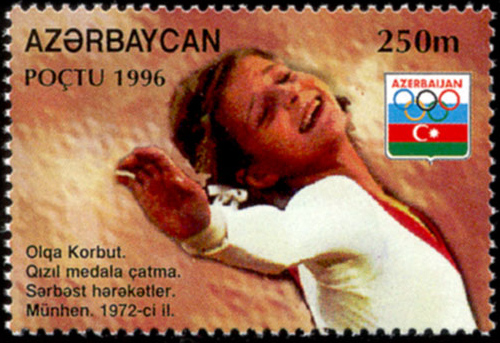
オルガ・コルブト

- キム・ガンスク(Kim Gwang-suk)（ 北朝鮮） - 世
- ☆ネリー・キム（ ソビエト連邦） - オ、世
- ☆ナタリア・クチンスカヤ（ ソビエト連邦）- オ、世
- タチアナ・グツー(Tatiana Gutsu)（ ソビエト連邦→ ウクライナ） - オ、世
- ☆マキシ・グナウク（ 東ドイツ） - オ、世
- 黒田真由（ 日本） - オ5位、世4位
- ☆ケレティ・アーグネシュ（ ハンガリー） - オ、世
- ☆ナディア・コマネチ（ ルーマニア） - オ、世
- ゲルトルーデ・コーラー（ オーストリア） - 世
- ☆オルガ・コルブト（ ソビエト連邦） - オ、世
- マリア・ゴロホフスカヤ（ ソビエト連邦） - オ、世

女子選手による1つの五輪大会でのメダル獲得数最多記録保持者（金2・銀5の合計7個）。
- コロンディ・マルギット（ ハンガリー） - オ

### さ
- 坂佳代子（ 日本） - オ4位
後に、宮崎県副知事
- アリシア・サクラモネ（ アメリカ合衆国） -  オ、世
- ☆エカテリーナ・サボー（ ルーマニア） - オ、世
- エレーナ・ザモロドチコワ（ ロシア） - オ、世
- 信田美帆（ 日本） - 世8位
- 渋谷多喜（ 日本） - 世
- ガリーナ・シャムライ（ ソビエト連邦） - オ、世
- エレーナ・シュシュノワ（ ロシア） - オ、世
- ヴラスタ・ジェカノヴァ（ チェコスロバキア） - オ、世
- ショーン・ジョンソン（ アメリカ合衆国） - オ、世
- ☆ダニエラ・シリバシュ（ ルーマニア） - オ、世
- 新竹優子（ 日本） - オ5位、世5位
- ☆エリカ・ズコルド(Erika Zuchold)（ 東ドイツ）-  - オ、世
- キム・ズメスカル(Kim Zmeskal)（ アメリカ合衆国） - オ、世

### た
- 高堰雪梅（和雪梅）（ 中国→ 日本） - オ4位
- 田中理恵（ 日本） - 世5位

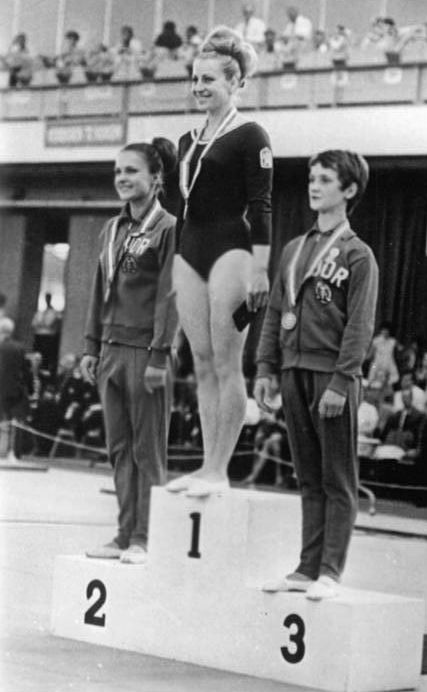
1967年欧州選手権・種目別跳馬。1位V・チャスラフスカ、2位E・ズコルド、3位K・ヤンツ

- ☆ベラ・チャスラフスカ（ チェコスロバキア） - オ、世
- 張楠（ 中国） - オ、世
- オクサナ・チュソビチナ（ ソビエト連邦→ ウズベキスタン→ ドイツ） - オ、世
- 鶴見虹子（ 日本） - オ5位、世
- ☆リュドミラ・ツリシチェワ（ ソビエト連邦） - オ、世
- ダイアネ・ドス・サントス（ ブラジル） - オ5位、世
- 程菲（ 中国）- オ、世
- アウレリア・ドブレ（ ルーマニア） - オ、世

世界選手権個人総合優勝の最年少記録保持者（1987年、14歳352日）

### な
- ステリアナ・ニストル(Steliana Nistor)（ ルーマニア） - オ、世

### は
- カーリー・パターソン（ アメリカ合衆国） - オ、世
- アンナ・パブロワ(Anna Pavlova)（ ロシア） - オ、世
- マチルダ・パルフィオヴァ（ チェコスロバキア）- オ、世
- バネッサ・フェラーリ(Vanessa Ferrari)（ イタリア）- 世
- アン＝ソフィ・ペッテション（ スウェーデン）- オ、世
- シモナ・ポーカ（ ルーマニア）- オ、世
- ☆スベトラーナ・ボギンスカヤ（ ソビエト連邦→ ベラルーシ） - オ、世
- ☆リリア・ポドコバエワ(Lilia Podkopayeva)（ ウクライナ） - オ、世
- カタリナ・ポノル(Cătălina Ponor)（ ルーマニア） - オ、世
- スベトラーナ・ホルキナ（ ロシア） - オ、世
- 洪雲仲※洪恩貞(Hong Un-jong)（ 北朝鮮） - オ、世
- 洪秀貞(Hong Su-jong)（ 北朝鮮） - 世

### ま
- 美濃部ゆう（ 日本） - オ5位
- ☆シャノン・ミラー(Shannon Miller)（ アメリカ合衆国） - オ、世
- ラビニア・ミロソビッチ(Lavinia Miloșovici)（ ルーマニア） - オ、世
- アリーヤ・ムスタフィナ（ ロシア） - 世
- エレナ・ムヒナ（ ソビエト連邦）- 世

### や

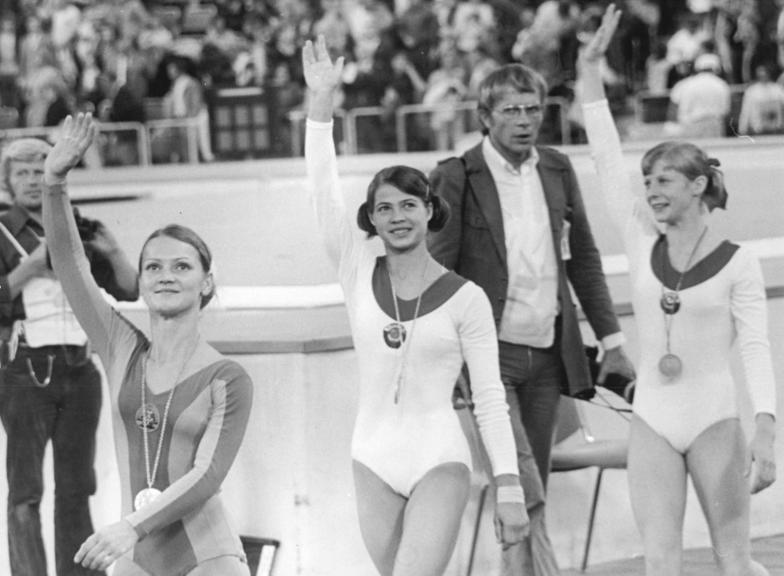
1972年ミュンヘン五輪個人総合、左から2位K・ヤンツ、1位L・ツリシチェワ、3位T・ラザコビッチ

- ☆カリン・ヤンツ(Karin Büttner-Janz)（ 東ドイツ）- オ、世
- ナタリア・ユルチェンコ(Natalia Yurchenko)（ ソビエト連邦） - オ、世

### ら
- ☆ヘレナ・ラコチ（ ポーランド） - オ、世
- ☆ラリサ・ラチニナ（ ソビエト連邦） - オ、世

五輪メダル獲得総数最多記録保持者（金9・銀5・銅4の合計18個）。女子選手の金メダル獲得数最多記録保持者（9個）
- アンドレーア・ラドゥカン（ ルーマニア） - オ、世
- タチアナ・リセンコ（ ソビエト連邦） - オ、世
- ナスティア・リューキン（ アメリカ合衆国） - オ、世
- ☆メアリー・ルー・レットン（ アメリカ合衆国） - オ
- モニカ・ロシュ（ ルーマニア）- オ、世